# جوبیلی پلاتینی الیزابت دوم
جوبیلی پلاتینی الیزابت دوم (انگلیسی: Platinum Jubilee of Elizabeth II) در سال ۲۰۲۲ در کشورهای مشترک المنافع به مناسبت هفتادمین سالگرد به قدرت رسیدن ملکه الیزابت دوم در ۶ فوریه ۱۹۵۲ برگزار می‌شود. برنامه‌های جشن به‌طور رسمی توسط کاخ باکینگهام در ۱۰ ژانویه ۲۰۲۲ رونمایی شد.
در بریتانیا، تعطیلات بانکی اضافی وجود دارد، و تعطیلات معمول بانکی بهار از اواخر ماه مه به شروع ماه ژوئن منتقل می‌شود تا تعطیلات بانکی چهار روزه از پنجشنبه ۲ ژوئن تا یکشنبه ۵ ژوئن برگزار گردد. دولت بریتانیا وعده داده‌است که در این جشن «نمایش یک بار در یک نسل» را برگزار کند که «بهترین شکوه و عظمت تشریفاتی بریتانیا را با نمایش‌های هنری و تکنولوژیکی پیشرفته ارائه خواهد داد». این اولین بار است که یک پادشاه بریتانیایی جشن پلاتینی را برگزار می‌کند.
ابتکاراتی برای بزرگداشت این جشن توسط سایر قلمرو مشترک‌المنافع از جمله استرالیا، کانادا، جزایر کیمن، نیوزلند و پاپوآ گینه نو اعلام شده‌است.

## روز الحاق ملکه ۲۰۲۲
ملکه در پیام روز الحاق خود (۶ فوریه) اعلام کرد امیدوار است جشن پلاتینی خانواده‌ها و دوستان، همسایگان و جوامع را گرد هم آورد. او گفت که این جشن «به من فرصتی می‌دهد تا دربارهٔ حسن نیت مردم از همه ملیت‌ها، مذاهب و سنن در این کشور و در سراسر جهان در این سال‌ها فکر کنم». او از همه برای حمایت، وفاداری و محبتشان تشکر کرد و پیام «بنده تو» را امضا کرد. او دربارهٔ قدمت هفتاد سال سلطنت و آینده خود گفت:
همان‌طور که با امید و خوش‌بینی به سالگرد پلاتینی خود نگاه می‌کنم، یادم می‌آید که چقدر می‌توانیم شکرگزار باشیم. در این هفت دهه اخیر شاهد پیشرفت‌های فوق‌العاده‌ای از نظر اجتماعی، فناوری و فرهنگی بوده‌ایم که به نفع همه ما بوده‌است. و من مطمئن هستم که آینده فرصت‌های مشابهی را برای ما و به ویژه برای نسل‌های جوان در بریتانیا و در سرتاسر کشورهای مشترک المنافع فراهم خواهد کرد.
تصویر و فیلمی از کار ملکه از جعبه‌های قرمزش در خانه ساندرینگهام منتشر شد. شاهزاده ولز بیانیه‌ای منتشر کرد که در آن گفت که فداکاری ملکه برای رفاه همه مردمش هر سال تحسین بیشتری را برانگیخته است.
ادای احترام و پیام‌های تبریک از سوی رهبران سراسر جهان، از جمله جو بایدن، رئیس‌جمهور ایالات متحده، شی جین پینگ، رئیس‌جمهور چین، اولاف شولز، صدراعظم آلمان، شاه کارل شانزدهم گوستاف سوئد، پادشاه هارالد پنجم نروژ، پادشاه واجیرالونگکورن تایلند، شیخ رئیس امارات متحده عربی ارسال شد. خلیفه و اسحاق هرتزوگ رئیس‌جمهور اسرائیل.

## جشن‌ها در سراسر کشورهای مشترک المنافع
برای اولین بار، چراغانی جشن پلاتینی ملکه در پایتخت کشورهای مشترک المنافع صورت می‌گیرد.
باتوم ملکه برای بازی‌های کشورهای همسود ۲۰۲۲ دارای یک رشته پلاتین در طول خود است.

#### رویدادهای روز الحاق
در ۶ فوریه، ساختمان‌ها، اقامتگاه‌های قائم مقام و بناهای تاریخی در سراسر استرالیا با رنگ بنفش سلطنتی روشن شدند. اظهارات موریسون و فرماندار کل دیوید هرلی پخش شد. فرمانداران ایالت‌های استرالیا نیز ادای احترام کردند.